# Municipio de Venado
El municipio de Venado es uno de los 59 municipios del estado mexicano de San Luis Potosí. Su cabecera es la localidad de Venado.

## Geografía
El municipio de Venado colinda al norte y al oeste con el municipio de Charcas; al este con los municipios de Villa de Guadalupe, Villa Hidalgo y Villa de Arista; al sur con los municipios de Moctezuma y Salinas.

## Localidades
| Localidad          | Población |
| ------------------ | --------- |
| Venado             | 5270      |
| Polocote de Arriba | 512       |
| Santa Rita         | 473       |
| Guanamé            | 369       |